# قائمة آثار محافظة سلفيت
تحتوي محافظة سلفيت على 140 موقعاً أثرياً تعكس تنوعا حضاريا يعود لحقب زمنية مختلفة، كالآشورية والرومانية والإسلامية، دمر عدد منها تحت جدار الضم والتوسع العنصري، مثل مغارة النطافة في بلدة الزاوية، وعزل جزء كبير خلف الجدار مثل خربة كسفة غرب دير بلوط، وتبتلع المستوطنات بعضها الآخر مثل دير قلعة في قرية ديربلوط، وخربة الشجرة في مدينة سلفيت، ودير سمعان في كفر الديك، كما أن هناك 39 مقاماً وقبرا تعرض غالبيتها للنبش والتخريب.

## الأوقاف والمقامات الدينية
يوجد في محافظة سلفيت 39 مقاما، 26 مقام منها بُني داخل حدود القرى، و13 مقاما خارجها لكنها تتبع ملكيتها للقرية، وتعد الزاوية وكفر الديك أكثر القرى التي تحتوي على المقامات وتليها سلفيت وكفل حارس وبديا. وبلغ عدد المساجد العاملة عام 2016 = 74 مسجد.
بعض مواقع المقامات
مدينة سلفيت: مقام أبو عتاب، مقام الشيخ تقي، مقام الحاج مبارك.
بلدة بديا: مقام الشيخ الدجاني، مقام الشيخ حمدان.
بلدة الزاوية: مقام الشيخ قاسم.
بلدة كفر الديك: ضريح الشيخ إمسبح.
بلدة دير استيا: مقام الشيخ خاطر.
بلدة قراوة بني حسان: مقام عمرو بن العاص.

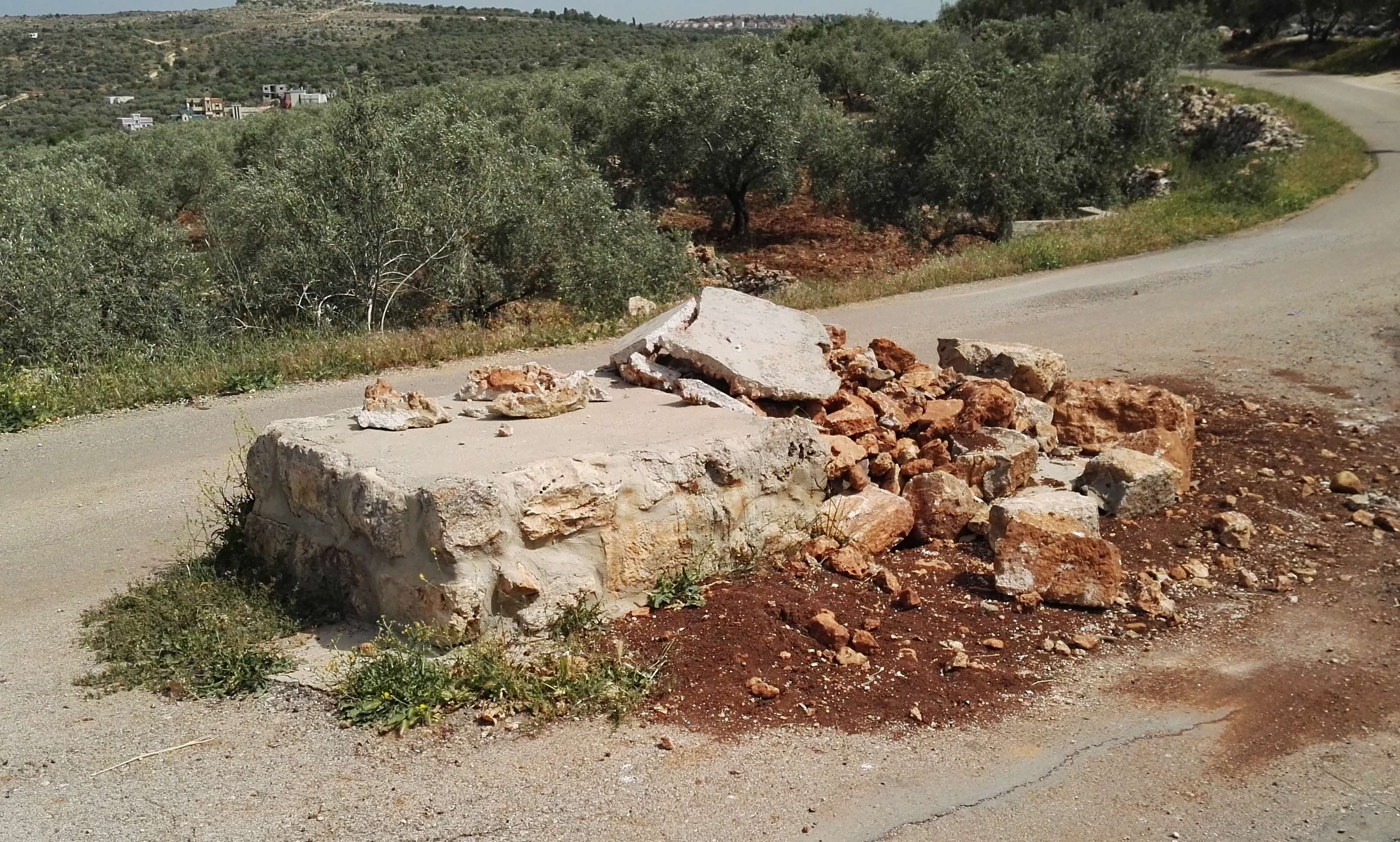
نبش مقام عمرو العاص في بلدة قراوة بني حسان

بلدة كفل حارس: مقام النبي ذي النون، مقام يوشع بن نون، مقام النبي ذي الكفل.
قرية حارس: مقام الشيخ حسين، ومقام الشيخ عثمان، ومقام أبو عبد الله.
قرية سرطة: مقام الشيخ عبد الله.
قرية مردة: مقام النبي ثريا، ومقام الإمام بدر، ومقام الشيخ جمعة.

## الخرب والآثار
توزيع بعض المواقع الأثرية في المحافظة
مدينة سلفيت: خربة الشجرة، خربة جلال الدين، خربة رأس قرة، خربة مراد، خربة النجارة، خربة الكبارة، خربة بيت الحبس، خربة الشلال.
بلدة بديا: خربة كرم عيسى ومغارة جبل الراس وخلة جراح وقرنة علي.
بلدة الزاوية: المسجد العمري القديم والصبانة، مغارة النطافة.
بلدة كفر الديك: دير سمعان.
بلدة دير بلوط: دير قلعة، خربة كسفة.
بلدة بروقين: خربة قرقش، خربة الرأس.
بلدة قراوة بني حسان: دار الضرب.
قرية ياسوف: تل أبو الزرد.
قرية حارس: بئر حارس.
قرية مردة: خربة أبو رواع، وخربة دير بجالة.
| الرقم | الاسم        | الوصف | الموقع                                        | الإحداثيات | الصورة |
| ----- | ------------ | --- | --------------------------------------------- | ---------- | --- |
| 01    | تل أبو الزرد | مقام ديني أثري | قرية ياسوف شرق مدينة سلفيت                    |            | مقام ديني أثري · Upload file |
| 02    | دير سمعان    | قرية أثرية بيزنطية، يعود عمرها التاريخي إلى أكثر من 1600عام.                                                                               | بلدة كفر الديك غرب مدينة سلفيت                |            | قرية أثرية بيزنطية، يعود عمرها التاريخي إلى أكثر من 1600عام. · Upload file                                                                               |
| 03    | خربة الشجرة  | أقدم خربة أثرية في محافظة سلفيت، وهي منطقة تعود تقريباً لفترة العصر الحديدي الأول والثاني.                                                  | تقع شمال مدينة سلفيت، وتبعد عنها حوالي 1.5 كم |            | أقدم خربة أثرية في محافظة سلفيت، وهي منطقة تعود تقريباً لفترة العصر الحديدي الأول والثاني. · Upload file                                                  |
| 04    | خربة قرقش    | قرية أثرية عريقة مبنية في العصر الروماني المسيحي القديم.                                                                                   | يقع في بلدة بروقين غرب مدينة سلفيت.           |            | قرية أثرية عريقة مبنية في العصر الروماني المسيحي القديم. · Upload file                                                                                   |
| 05    | دير قلعة     | قلعة أثرية، يعود تاريخها إلى أكثر من 1600 عام قبل الميلاد، يعتقد أن الدير بني في القرن الخامس أو السادس في عهد جوستنيان بالفترة البيزنطية. | تقع في دير بلوط غرب مدينة سلفيت.              |            | قلعة أثرية، يعود تاريخها إلى أكثر من 1600 عام قبل الميلاد، يعتقد أن الدير بني في القرن الخامس أو السادس في عهد جوستنيان بالفترة البيزنطية. · Upload file |